# Kamieniczno
Kamieniczno (kasz. Jezoro Kamieniczno) – jezioro rynnowe na Równinie Charzykowskiej, położone w województwie pomorskim, w powiecie bytowskim, w gminie Tuchomie. Zajmuje powierzchnię 120,7 ha.
Leży na północny zachód od Borzyszkowych i na południa od Tuchomia, ok. 14 km na południowy zachód od Bytowa. Jest bardzo wąskie (maks. 0,3 km), długie (4,2 km), wyciągnięte w osi północ-południe, wyraźnie esowato wygięte. Głębokie (głębokość maksymalna do 30 m). Brzegi, z wyjątkiem krańców południowego i północnego wysokie, bardzo strome, lokalnie urwiste o wysokości do 24 m, w większości niedostępne lub trudno dostępne. Okolice prawie w całości porośnięte sosnowymi lasami. Z północnego krańca jeziora wypływa głębokim na 20–30 m jarem (o charakterze podgórskim) rzeka Kamienica. W przedłużeniu rynny jeziora Kamieniczno w kierunku północnym leży jezioro Przytarnia.
Osią północnej części jeziora biegnie granica gmin Tuchomie (po stronie zachodniej) i Lipnica (po stronie wschodniej). Przy samym północnym krańcu jeziora, po stronie wschodniej, leży należąca do tej drugiej gminy wieś Gliśno Wielkie.
Przy północnym krańcu jeziora, po stronie zachodniej, znajduje się niewielka ogólnodostępna plaża. Wzdłuż wschodniego brzegu jeziora biegnie na odcinku Łąkie - Gliśno Wielkie - Rekowo pieszy szlak turystyczny znakowany kolorem niebieskim , o nazwie „Szlak Krainy lasów i jezior”.